# 安全自動車
安全自動車株式会社（あんぜんじどうしゃ）は、東京都港区に本社を置く、自動車整備部品製造販売を主な業務とする日本の企業である。

## 概要
創業から1983年（昭和58年）までは、クライスラー系のダッジとインペリアル、ドイツ/西ドイツのNSU各車の輸入総代理店として知られた。第二次世界大戦直前にはダッジをベースにした国産乗用車・日光号を製造したり、戦後の外国車輸入制限時代には子会社「安全トヨペット」でトヨタ乗用車を販売した。
かつてはバスボディなど自動車車体製造も手がけ、川重車体工業と技術提携してライセンス生産を行っていた。現在は、主な事業を自動車整備機器の製造に移行している。

## 沿革

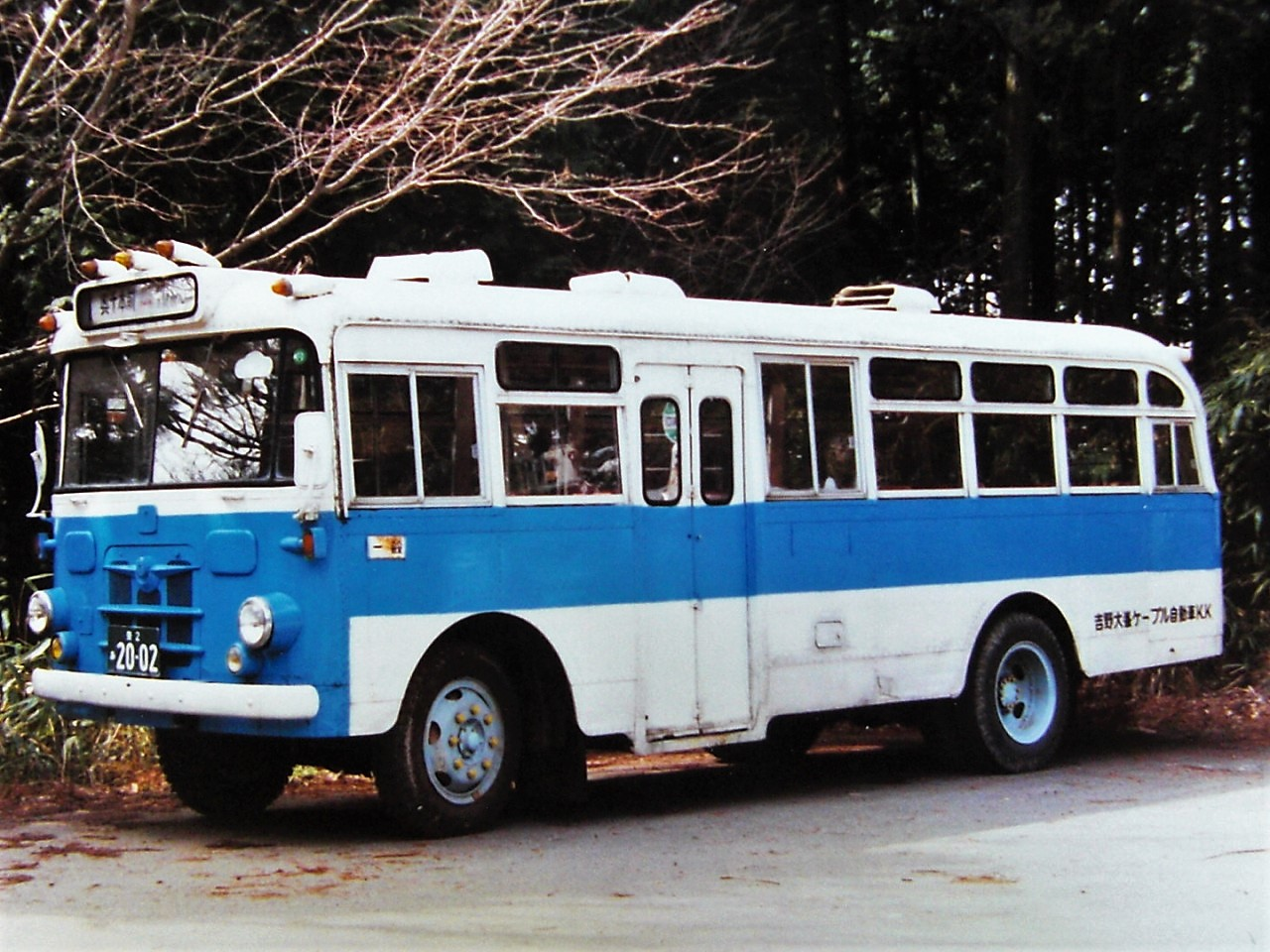
安全自動車の子会社、安全車体が架装したいすゞキャブオーバーバス（吉野大峯ケーブル自動車）

1918年（大正7年）5月、初代会長中谷保がアメリカより帰国し、輸入自動車販売および自動車関連産業を事業目的として東京市赤坂区溜池町（現在の東京都港区）に創立。同時に、ライジングサン石油会社（昭和シェル石油を経て法人としてはRSエナジー、事業は出光興産）と特約を結び、日本初となるガソリンスタンドを設立、石油販売の先鞭をつけた。一方、東京代々木に工場を建設し、消防自動車製作、整備用機器、自動車部品の製作を開始。
1927年（昭和2年）3月には米国ダッジブラザーズ会社（現在のクライスラー社）と代理店契約を結び、日本総代理店として国内各地に販売・整備拠点を設けた。
1934年（昭和9年）には東京芝浦に貨物および乗合自動車の車体製作工場を建設、1938年（昭和13年）にはクライスラー系の輸入元であった八洲自動車、京都工商と共に共立自動車製作所を設立し国産乗用車「日光号」を製作販売したが、戦時体制強化によりこの計画はまもなく頓挫する。
1945年（昭和20年）には戦災により本社、営業所、工場等を焼失したが、1949年（昭和24年）にクライスラー社との代理店契約を復活させ、輸入自動車販売を再開した。また、1967年（昭和42年）から1970年（昭和45年）頃までは西ドイツ・NSU社の日本総代理店となり、同社製世界初のヴァンケル型ロータリーエンジン搭載市販車であるヴァンケルスパイダーや先進的な4ドア車Ro80などを少数だが正規輸入した。
1965年（昭和31年）バスボディ製作部門が安全自動車工業として独立。
1972年（昭和47年）4月に東京都港区元赤坂に安全ビルディング（地下1階、地上11階）を、1974年（昭和49年）1月には隣に第二安全ビルディング（地下1階、地上13階）を竣工させ、本社機能を移転。
1993年（平成5年）3月には本社を港区芝浦に再度移転。現在は自動車輸入販売からは撤退し、車検機器システム（「ラインマスター」ブランド）・足廻り整備機器（「バトラー」ブランド）・自動車整備用機械工具・車体整備機械工具・コンピュータ自動車整備管理システム・環境整備機器・各種洗浄システム・特殊機器設計製作販売及び不動産賃貸業を行っている。

## 創業者
中谷保(1885年生)は石川県片山津で農家（庄屋）の子として生まれる。石川県立金沢中学卒業後、19歳で語学研究のため渡米、1907年に在米の貿易会社「伴新三郎商店」に入社し、新三郎の姪と結婚、1912年同支配人に就任、1918年に帰国し、安全自動車を創立。日米製材所、中谷鉄工所の代表のほか、1932年には山王ホテルを創業した。子に保平（二代目社長）、栄吉、軍平、満佐子、林平、時子。兄に衆議院議員の中谷宇平。親戚に大分県由布院「亀の井別荘」の中谷巳次郎、同「由布院玉の湯」の澤口喜代子、学者の中谷宇吉郎・中谷治宇二郎兄弟らがいる。